# Ilya Sherbovich
Ilya Sherbovich (cyrillique : Илья Викторович Щербович), 23 décembre 1974 à Vladimir, Russie), est un entrepreneur russe, créateur, président et partenaire dirigeant de l'entreprise d'investissement United Capital Partners (en).

## Biographie
Ilya Sherbovich est né le 23 décembre 1974 dans la ville de Vladimir, située à 200 km au sud-est de Moscou. Dans son enfance, il pratiquait sérieusement les échecs. En 1991, ayant terminé ses études secondaires, Sherbovich entre à l'Université russe d'économie Plekhanov.

## Carrière
Lors de sa deuxième année à l'Académie, il commence à travailler auprès de la Société financière internationale (SFI), structure d'investissement de la Banque mondiale axée sur les marchés en voie de développement. En 1994, il passe du département de privatisation de la SFI au poste de consultant du groupe de suivi du marché boursier auprès de la Commission fédérale des marchés des titres,.
En 1995, Ilya Sherbovich rejoint le Groupe Financier Uni (United Financial Group, UFG) où il a travaillé pendant 12 ans. Le UFG fut fondé comme entreprise de courtage en 1994 par l'ancien vice-président et ministre des finances russe Boris Fyodorov et son collègue dans la Banque européenne pour la reconstruction et le développement Charles Ryan,,,.
En 2003, Deutsche Bank acquiert 40 % du GFU et obtient une option de rachat total de l'entreprise dont elle use en 2006. Sherbovich garde son poste de président dans la nouvelle structure Deutsche GFU et au même temps il se met à la tête du service d'investissement de la filiale russe de la Deutsche Bank. Durant sa présidence, la banque fut un des leaders sur le marché russe des offres publiques initiales et secondaires et des transactions M&A. Au moment de la vente du UFG à la filiale de la Deutsche Bank en 2006, Sherbovich fut le troisième copropriétaire de l'entreprise en matière du volume de sa partie (près de 20%),,.
En 2007, Sherbovich se consacre à son propre projet en y investissant le profit réalisé sur la vente de sa part du capital du UFG:  il s'agit de la nouvelle entreprise d'investissement United Capital Partners (en), fondée en 2006 par le groupe d'anciens employés et actionnaires du UFG. En septembre 2007, Sherbovich occupe un poste de président et de partenaire dirigeant de l'entreprise, sa part du capital surpassant 50%,,
Selon Forbes, le total du capital du Groupe égalait 3,5 milliards  de dollars en août 2013. En été 2016, Sherbovich possédait 77,7 % de l'United Capital Partners.

## Vie privée

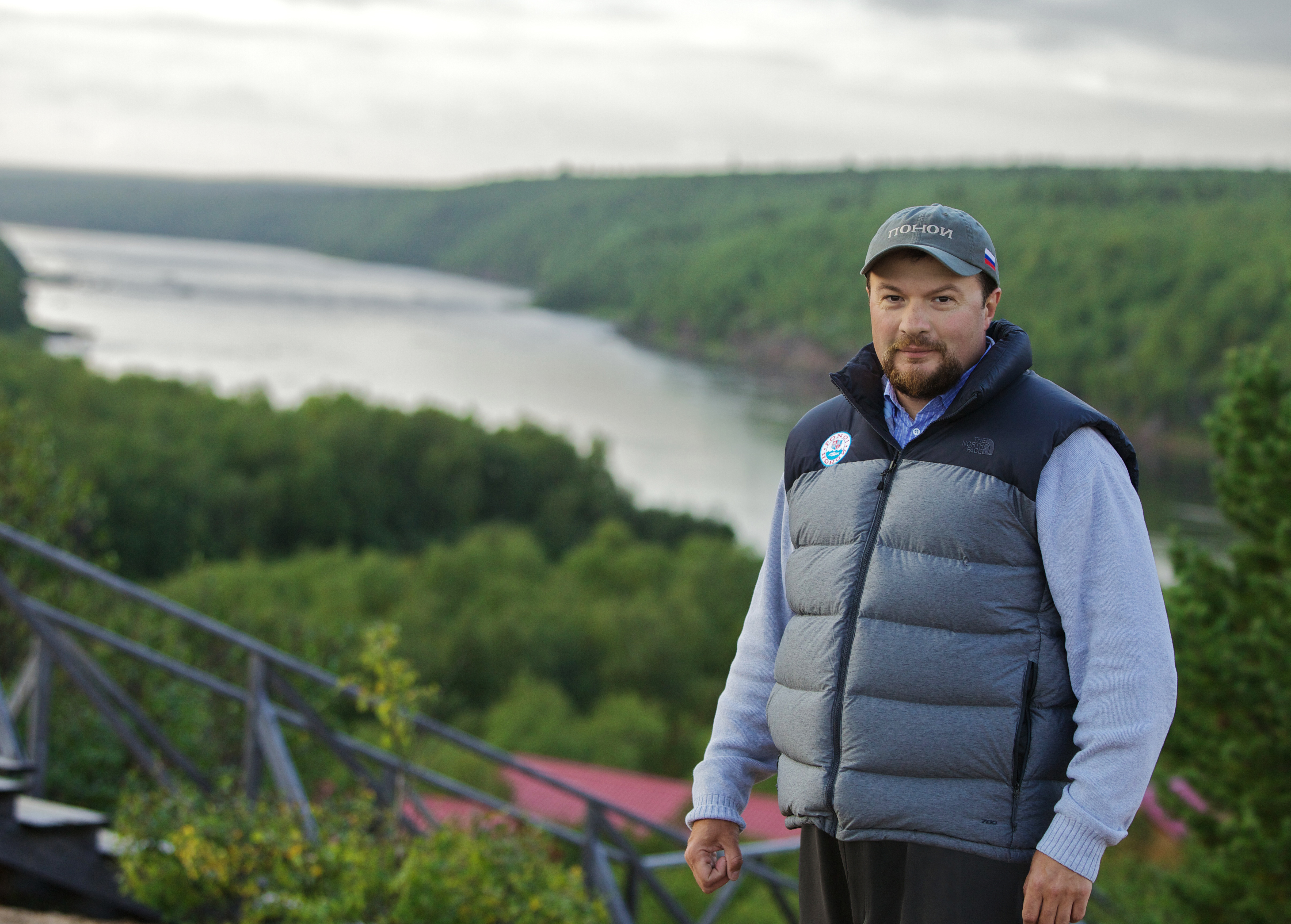
Ilya Sherbovich sur la rivière Ponoï, 2014

Ilya Sherbovich est marié et il a un garçon et une fille. Dans son interview à Vedomosti, Sherbovich a mentionné ses trois priorités : la famille, le travail et la pêche.

## Intérêts
Sherbovich a établi quelques records du monde à L'IGFA (International Game Fish Association (en)) en pêche à la mouche. Son record le plus remarquable est un taïmen de Sibérie pesant 30,4 kg,.
Sherbovich est un des fondateurs de l'Association à but non lucratif Russki Losos (Русский лосось) qui s'occupe de la protection des salmonidés sur le territoire de la fédération de Russie,. Il est aussi un membre du conseil des directeurs de la grande organisation de bienfaisance Wild Salmon Center (en) chargée de la protection du saumon sauvage.
Sherbovich est propriétaire de l'entreprise touristique de pêche Ponoi River company dans la région de Mourmansk. L'entreprise détient une licence de la pêche sportive du saumon atlantique sur la longueur de 80 km de la rivière Ponoï sur la péninsule de Kola.